# Campo Limpo Paulista
Campo Limpo Paulista este un oraș în São Paulo (SP), Brazilia.